# サンガット島
サンガット島（英語: Sangat Island）はフィリピンのカラミアン諸島の小さい島。ブスアンガ島の南2kmほどの場所に存在し、南西にクリオン島が存在する。
パラワン州に属しており、コロンのBintuanと言う地区の近くに存在する。
観光が主な産業であり、賃貸のコテージや高級ヴィラなどのリゾートなどが作られている。
第二次世界大戦時の日本の沈没船なども存在しており、スキューバダイビングが人気になっている。